# Nitidobulbon nasutum
Nitidobulbon nasutum är en orkidéart som först beskrevs av Heinrich Gustav Reichenbach, och fick sitt nu gällande namn av Isidro Ojeda och Germán Carnevali. Nitidobulbon nasutum ingår i släktet Nitidobulbon och familjen orkidéer. Inga underarter finns listade i Catalogue of Life.

## Bildgalleri

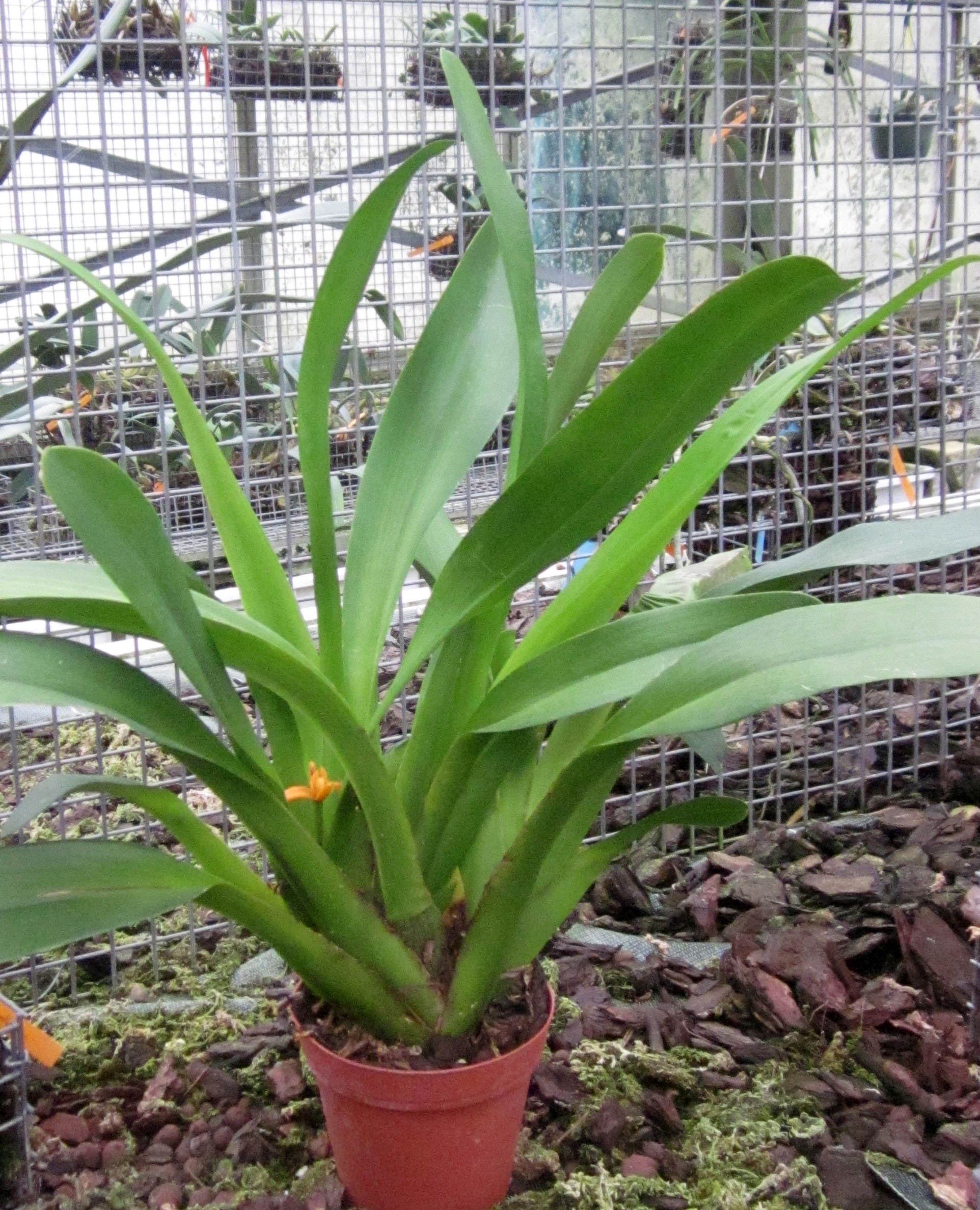
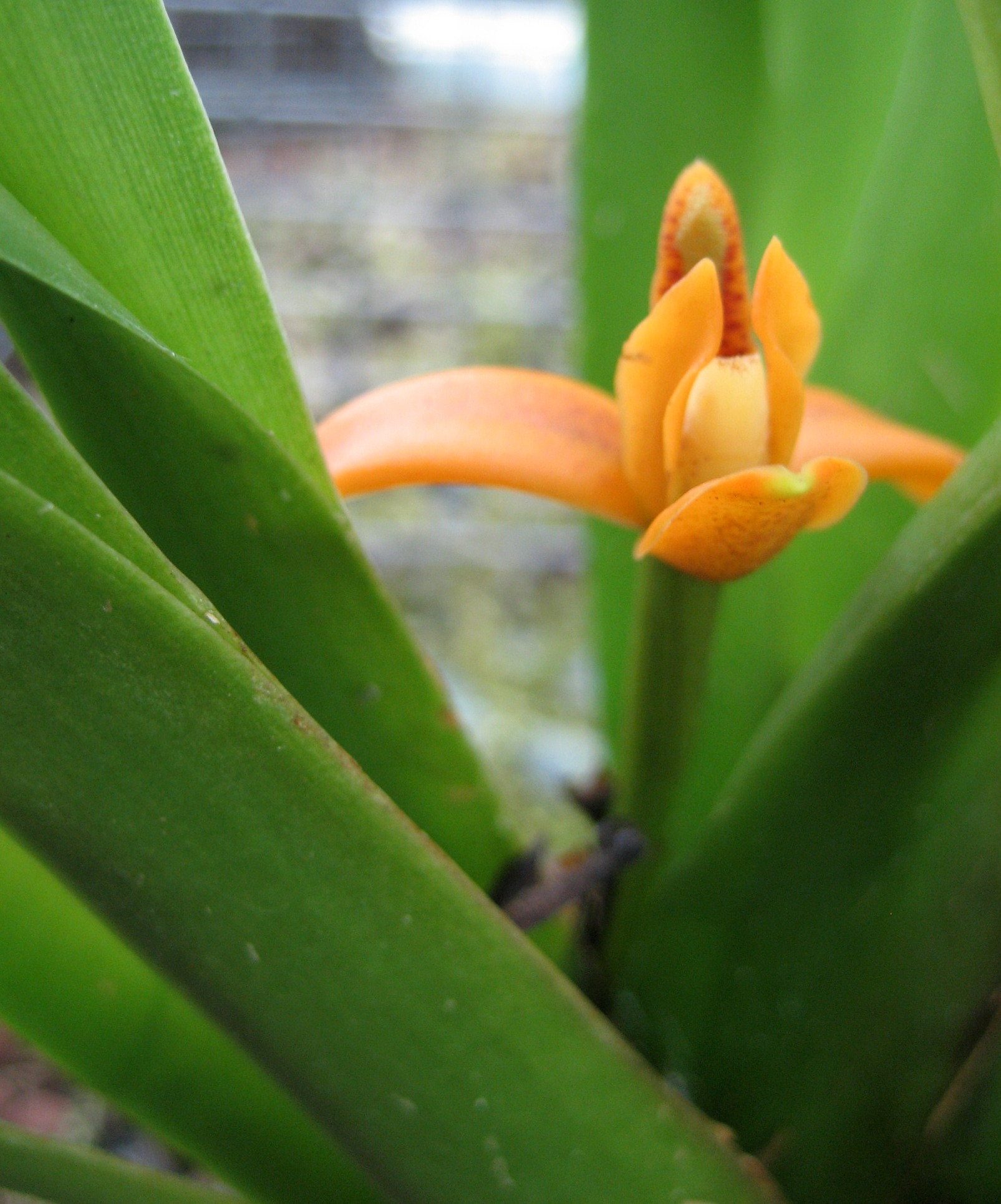